# Тајмир (језеро)
Тајмир (Тајмирско језеро; рус. Таймыр, Таймырское озеро) је језеро у Русији. Налази се на територији Краснојарске Покрајине. Површина језера износи 4 560 km².